# کنیژوس (ناحیه راکوونیک)
کنیژوس (به چکی: Kněževes) یک منطقهٔ مسکونی در جمهوری چک است که در ناحیه راکوونیک واقع شده‌است.